# Karlsruher Schema
Das Karlsruher Schema ist ein von Rudolf Plank im Jahr 1943 vorgeschlagenes Bewertungsschema für die Qualität von Lebensmitteln. 
Dabei werden  verschiedene sensorische Maßgaben in einer Skala von eins bis neun erfasst, was hilft, die Qualität von Lebensmitteln objektiv zu beurteilen. Bewertet werden Aussehen, Geruch, Konsistenz und Farbe.